# Earphoria
Earphoria – album koncertowy grupy The Smashing Pumpkins. Podczas gdy towarzysząca mu kaseta video Vieuphoria była ogólnodostępna, płytę wydano jedynie nieoficjalnie w liczbie około tysiąca egzemplarzy promocyjnych, przesłanych do stacji radiowych. Dopiero po ponownym wydaniu Vieuphorii na DVD w listopadzie 2002 Earphoria trafiła do sprzedaży. Płyta zawiera ten sam materiał co Vieuphoria – większość nagrań pochodzi z trasy koncertowej promującej album Siamese Dream.

## Lista utworów
1. "Sinfony" – 0:55
2. "Quiet" – 3:44
  - Siamese Dream
  - Nagrane w Atlancie, 1993
3. "Disarm" – 2:56
  - Siamese Dream
  - Nagrane dla angielskiej telewizji, 1993
4. "Cherub Rock (Acoustic)" – 4:24
  - Siamese Dream
  - Nagrane dla MTV Europe, 1993
5. "Today" – 3:38
  - Siamese Dream
  - Nagrane w Chicago, 1993
6. "Bugg Superstar" – 1:29
7. "I Am One" – 7:55
  - Gish
  - Nagrane w Barcelonie, 1993
8. "Pulseczar" – 2:27
9. "Soma" – 6:32
  - Siamese Dream
  - Nagrane w Londynie, 1994
10. "Slunk" – 2:37
  - Lull
  - Nagrane dla japońskiej telewizji, 1992
11. "French Movie Theme" – 1:50
12. "Geek U.S.A." – 4:49
  - Siamese Dream
  - Nagrane dla niemieckiej telewizji, 1993
13. "Mayonaise (acoustic)" – 4:23
  - Siamese Dream
  - Różne nagrania, 1988–1994
14. "Silverfuck" – 13:30
  - Siamese Dream
  - Nagrane w Londynie, 1994
15. "Why Am I So Tired" – 15:15